# Alain Berset
Alain Berset, född 9 april 1972 i Fribourg (hemortsrätt i Misery-Courtion) är en schweizisk politiker (socialdemokrat) som var Schweiz förbundspresident från 1 januari till 31 december 2018. Han valdes till ledamot av Ständerrådet 2003, och var talman där från 2008 till 2009. Den 14 december 2011 valdes han till att efterträda Micheline Calmy-Rey som ledamot i Förbundsrådet. När han tillträdde som förbundsråd 2012 blev han också chef för inrikesdepartementet.